# Prosopocoilus francisi
Prosopocoilus francisi is een keversoort uit de familie vliegende herten (Lucanidae). De wetenschappelijke naam van de soort is voor het eerst geldig gepubliceerd in 1986 door Arnaud.